# Palau de Cristall del Retiro
El Palau de Cristall del Retiro és una estructura de metall i cristall situat als Jardins del Retiro de Madrid (Espanya). Va ser construït el 1887 amb motiu de l'Exposició de les Illes Filipines, celebrada aquell mateix any. En l'actualitat en el seu interior es realitzen exposicions d'art contemporani.

## Història
Va ser construït per Ricardo Velázquez Bosco i el seu projecte de construcció s'inspirava en el Crystal Palace, aixecat a Londres el 1851 per Joseph Paxton. El Crystal Palace de Hyde Park s'havia construït en el context de l'Exposició de Treballs Industrials, i a Espanya es va aixecar el Palau de Cristall per a l'Exposició de les Illes Filipines.
La seva estructura és de metall i està totalment recobert per planxes de cristall, d'aquí el seu nom. La decoració ceràmica utilitzada en petits frisos i rematades és obra de Daniel Zuloaga.

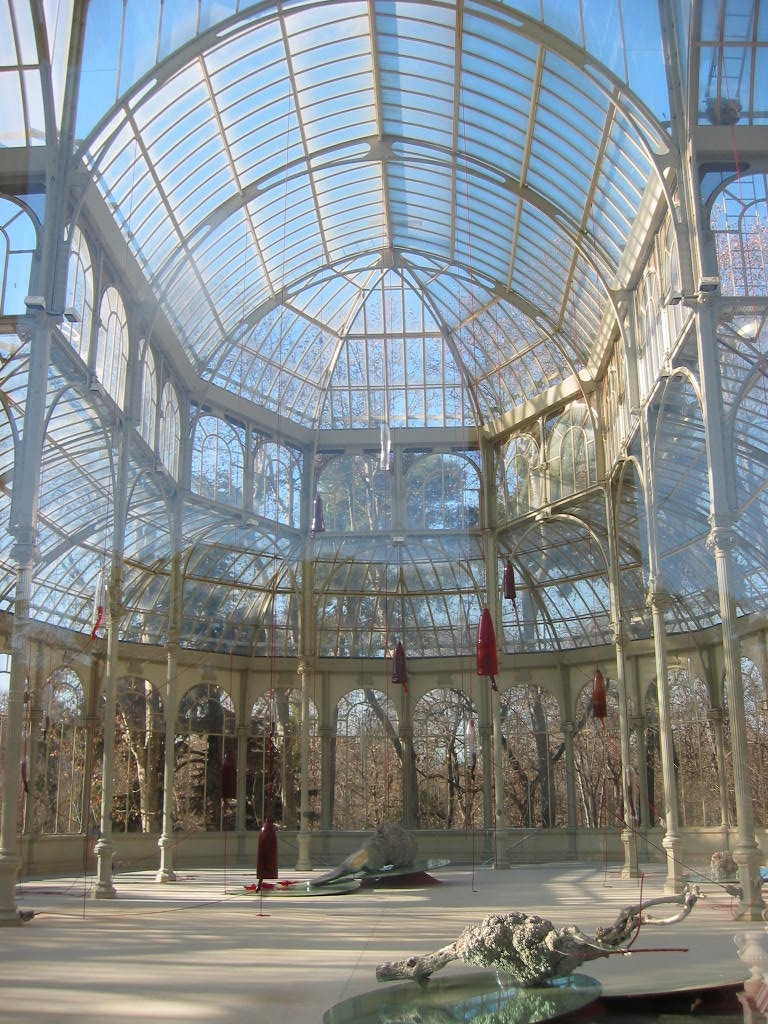
Interior, on es mostren a més una sèrie d'obres d'art modern

Als seus voltants hi ha un llac artificial (existeix una escala que se submergeix dins d'ell) en el qual es poden trobar diversos exemplars de xiprer dels pantans (Taxodium distichum), la principal característica dels quals és que part del seu tronc i de les seves arrels estan sota l'aigua. L'edifici està envoltat de castanyers d'Índia.
El 10 de maig de 1936, el Palau de Cristall del Retiro va ser l'escenari en el qual es va triar a Manuel Azaña com a president de la República. Les Corts s'havien quedat petites per acollir a l'assemblea mixta de diputats i compromissaris i el Palau de Cristall va ser triat per a la votació i presa de possessió. Azaña, únic candidat, va sortir triat per 754 vots de 874.
El 1975 es va dur a terme una reparació integral que va retornar al Palau l'aspecte original. En l'actualitat està co-gestionat per diverses entitats (Ajuntament de Madrid, Museu Reina Sofia) i en el seu interior es realitzen exposicions d'art contemporani.
El 1992 en el districte d'Arganzuela de Madrid va ser inaugurat un altre Palau de Cristall.

## Galeria

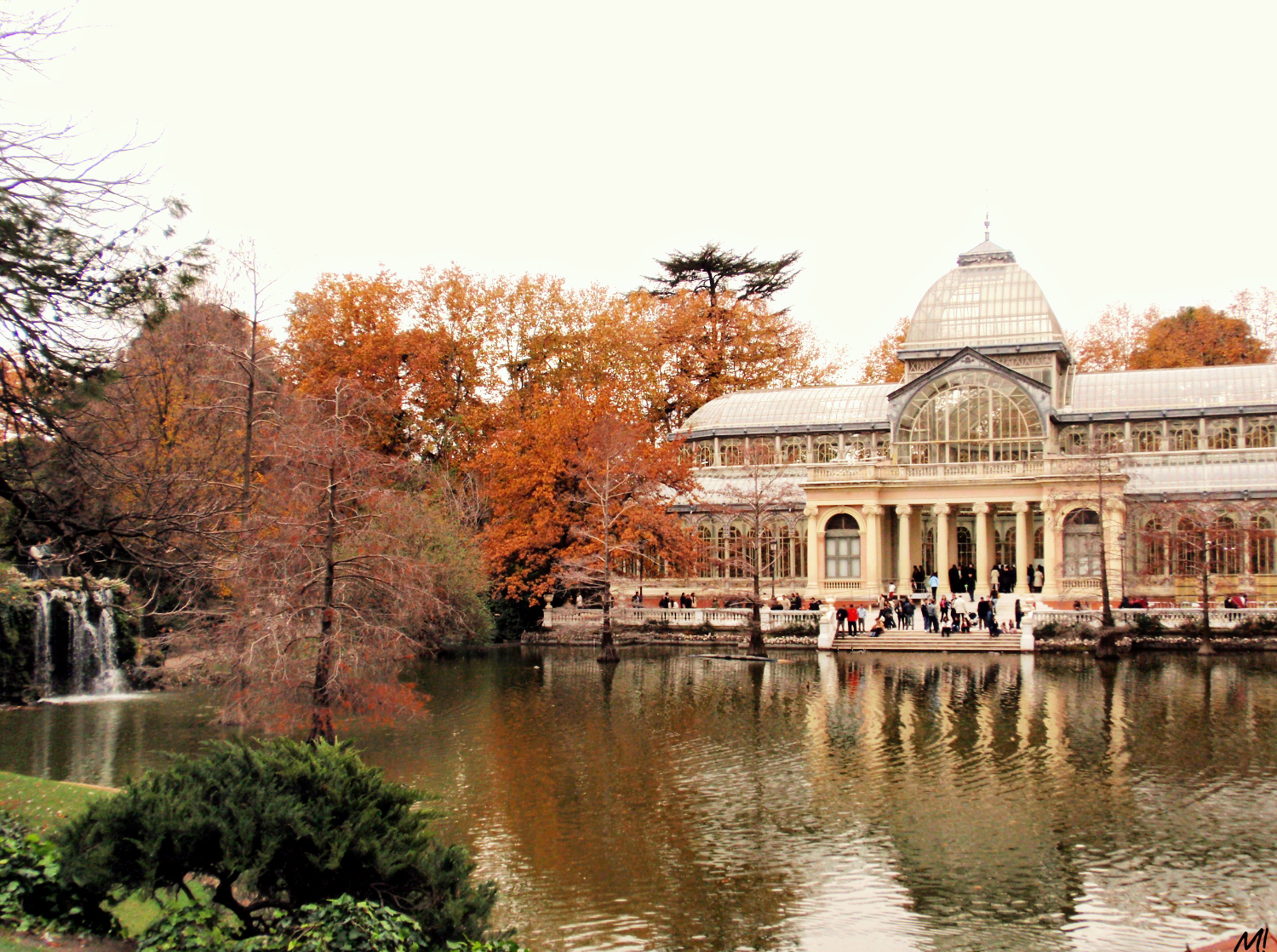
Palau de Cristall dels Jardins del Retiro de Madrid en una foto tardorenca
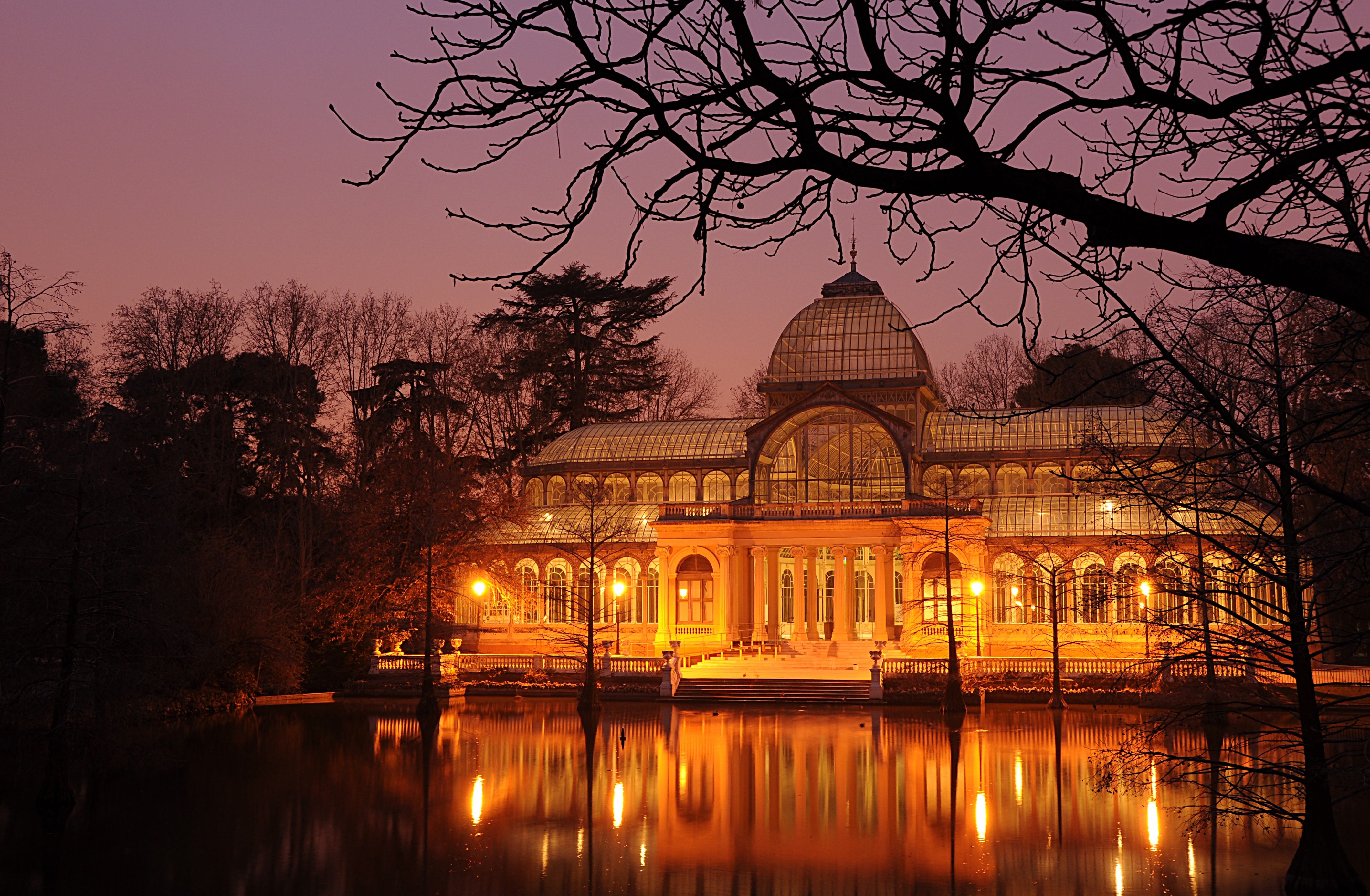
Vista nocturna